# Ульгулімалшинський сільський округ
Ульгулімалши́нський сільський округ (каз. Үлгілімалшы ауылдық округі, рос. Ульгулималшинский сельский округ) — адміністративна одиниця у складі Кокпектинського району Абайської області Казахстану. Адміністративний центр — село Ульгулі-Малші.
Населення — 1112 осіб (2021; 1669 у 2009, 2279 у 1999, 3258 у 1989).
Станом на 1989 рік існувала Ульгулімалшинська сільська рада (села Даулетбай, Мелітополь, Нура, Сулеймен, Ульгулімалші), село Мамай перебувало у складі Карагандикольської сільської ради. Після 1999 року село Мелітополь було передане до складу Шугилбайського сільського округу. Село Даулетбай було ліквідовано 2009 року. 2013 року до складу округу було включене село Мамай ліквідованого Карагандикольського сільського округу.

## Склад
До складу округу входять такі населені пункти:
| Населений пункт     | Старі назви  | Населення, осіб (1989) | Населення, осіб (1999) | Населення, осіб (2009) | Населення, осіб (2021) |
| ------------------- | ------------ | ---------------------- | ---------------------- | ---------------------- | ---------------------- |
| Мамай, село         | -            | 482                    | 435                    | 381                    | 279                    |
| Нура, село          | -            | 371                    | 240                    | 137                    | 73                     |
| Сулеймен, село      | -            | 423                    | 255                    | 169                    | 111                    |
| Ульгулі-Малші, село | Ульгулімалші | 1761                   | 1252                   | 959                    | 645                    |
| --Даулетбай, село   | -            | 221                    | 97                     | 23                     | 4                      |